# Black Hole Entertainment
Black Hole Entertainment war ein ungarisches Entwicklungsstudio für Videospiele aus Budapest.
Die Firma wurde vom ungarischen Hollywood-Filmproduzenten Andrew G. Vajna im Jahr 2001 gegründet. Das erste Computerspiel das Black Hole Entertainment entwickelte, war das Echtzeitstrategiespiel Armies of Exigo im September 2004. 2006 entwickelte es Warhammer: Mark of Chaos und das dazugehörige Add-on Warhammer: Battle March, welches im November 2006 auf dem Markt erschien. Im September 2008 folgte dann eine Umsetzung für die Xbox 360. Black Hole Entertainment arbeitete mit Ubisoft zusammen an dem rundenbasierten Fantasyspiel Might & Magic: Heroes VI, das aus der Heroes-of-Might-and-Magic-Reihe stammt. Might & Magic: Heroes VI ist im Oktober 2011 erschienen. Im Juli 2012 wurde der Geschäftsbetrieb aufgrund eines Bankrotts eingestellt.